# Polonia

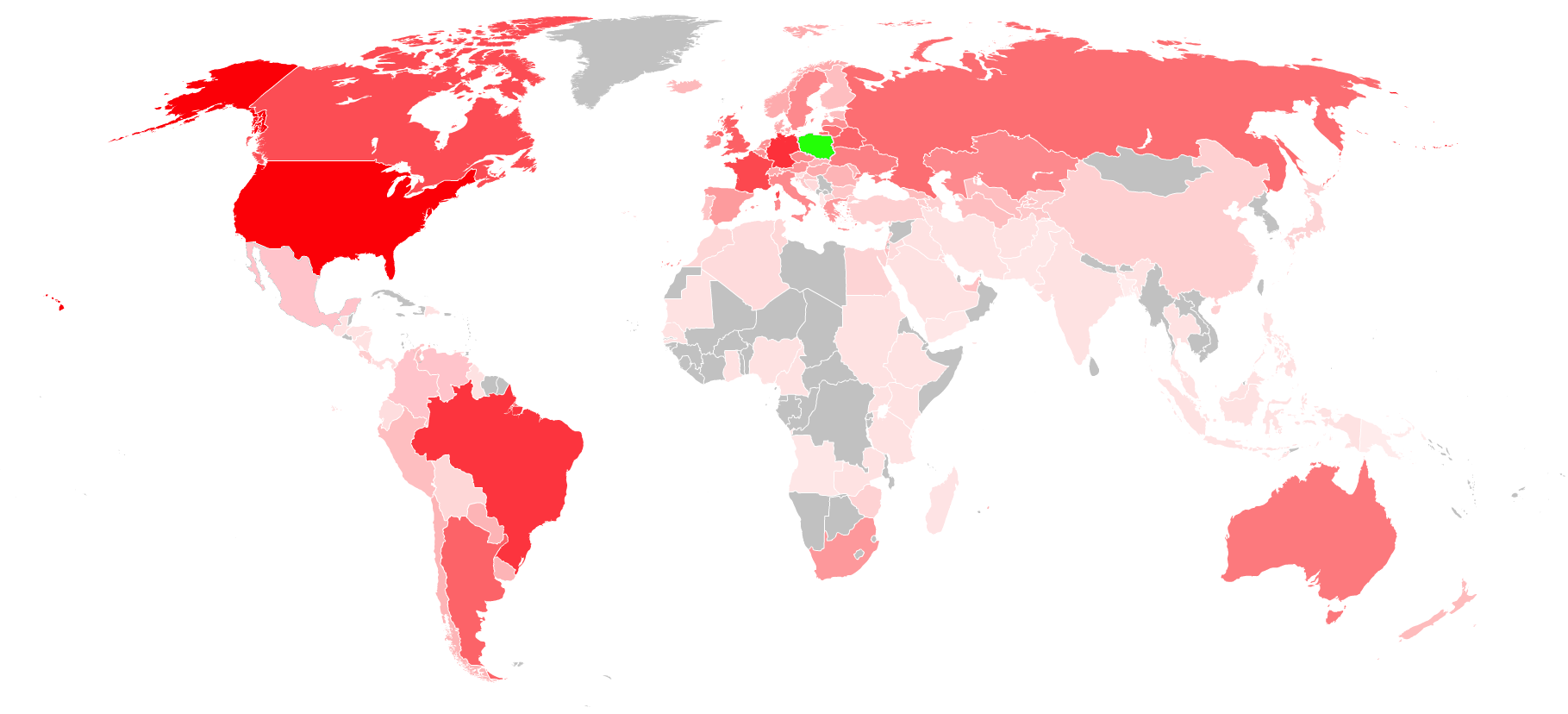
Polacy na świecie, 2008

Polonia (z łac. Polonia – Polska) – zbiorowość Polaków na stałe zamieszkałych poza granicami Polski. Potocznie „Polonia” oznacza całą diasporę polską. 
Z reguły pojęcie to odnosi się do potomków polskich emigrantów w krajach takich jak Stany Zjednoczone, Francja czy Brazylia. W węższym znaczeniu natomiast uwzględnia ono osoby poczuwające się do polskiego pochodzenia i związków z polskością, lecz urodzonych poza Polską; osoby te związki z tradycją i kulturą narodową zachowują w drugim lub w dalszych pokoleniach i na różnym poziomie identyfikowania się z polskimi sprawami.
Terminu tego zwykle nie używa się w odniesieniu do autochtonicznej ludności etnicznie polskiej, która znalazła się poza granicami państwa polskiego w wyniku zmian politycznych. Argumentami przemawiającymi za tym stanowiskiem są stwierdzenia, że ludzie ci nigdy nie wyjechali z Polski, tylko z przyczyn od siebie niezależnych znaleźli się poza granicami państwa polskiego, oraz fakt, iż oni sami uważają się za Polaków, a nie za Polonię. Po zmianach granicznych w 1945 roku istnieją 3 skupiska (jedno z nich zanikło niedawno) polskich autochtonów poza granicami Polski. Do terenów tych należą:
- Zaolzie (Śląsk utracony w średniowieczu w większości Polska w 1945 roku odzyskała, poza Polską pozostało przede wszystkim Zaolzie z ludnością należącą do śląskiej podgrupy narodu polskiego, natomiast imigranci polscy z Galicji występujący głównie w Ostrawie niemal doszczętnie zostali zasymilowani przez Czechów; zaolziańscy autochtoni utworzyli rozwinięte polskie zaplecze kulturalne obejmujące polskie szkolnictwo, organizacje, media – zob. Polacy w Czechach)[6][7][8][9][10][11].
- Spisz (utracony w 1769 – pod koniec XIX wieku ludność polska została tam niemal kompletnie zasymilowana przez Słowaków)[12].
- Kresy Wschodnie (utracone w latach 1772–1795 w wyniku rozbiorów, częściowo odzyskane w latach 1918–1921 i ponownie utracone w latach 1939–1945 na rzecz ZSRR – zob. Polacy na Litwie, Polacy na Łotwie, Polacy na Ukrainie, Polacy na Białorusi, Polacy w Mołdawii).

## Liczebność

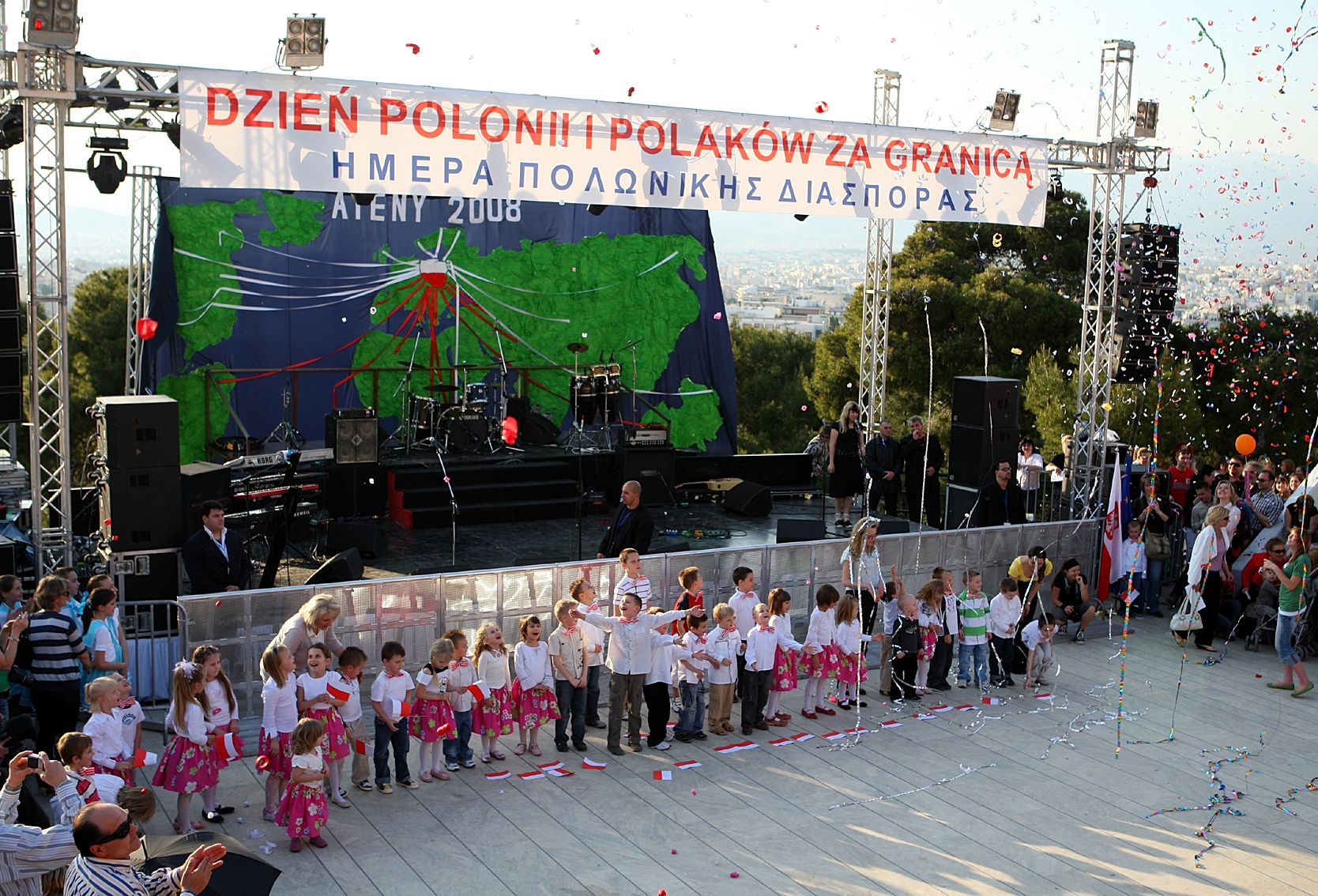
Dzień Polonii i Polaków za Granicą w Atenach (2008)

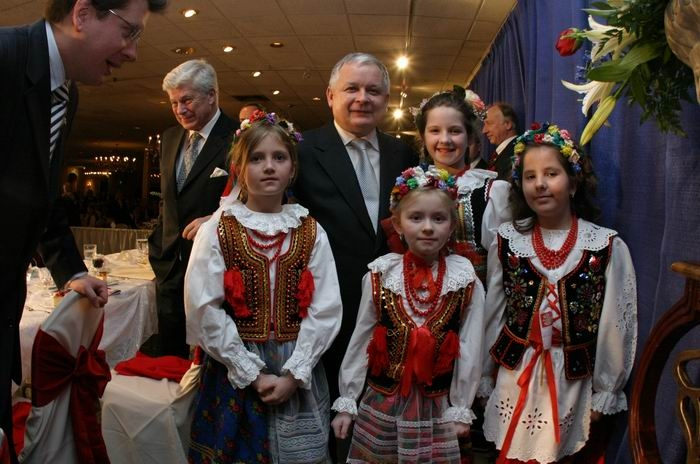
Spotkanie Prezydenta Rzeczypospolitej Polskiej Lecha Kaczyńskiego z Polonią amerykańską w Chicago

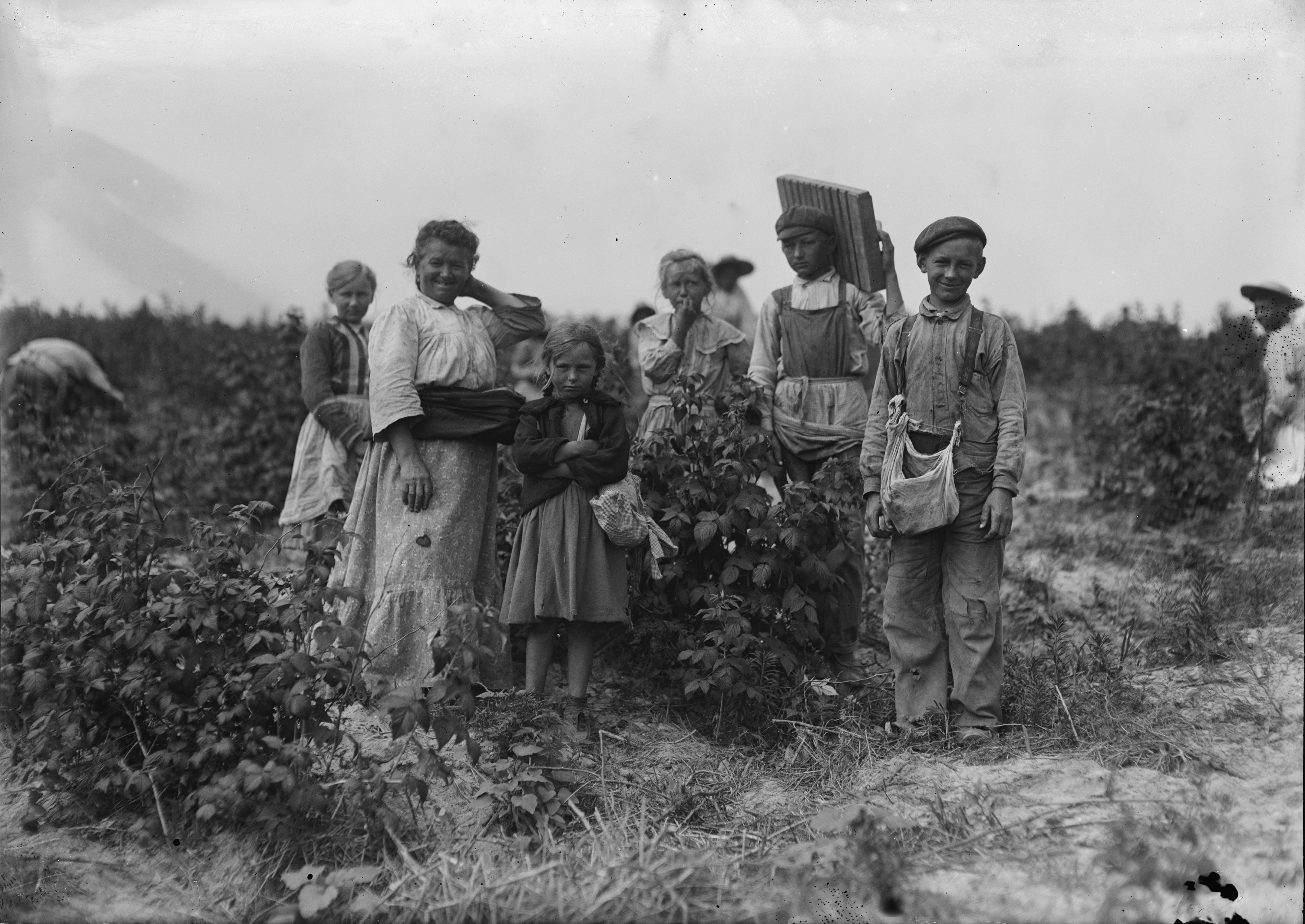
Polscy emigranci w Stanach Zjednoczonych, początek XX wieku

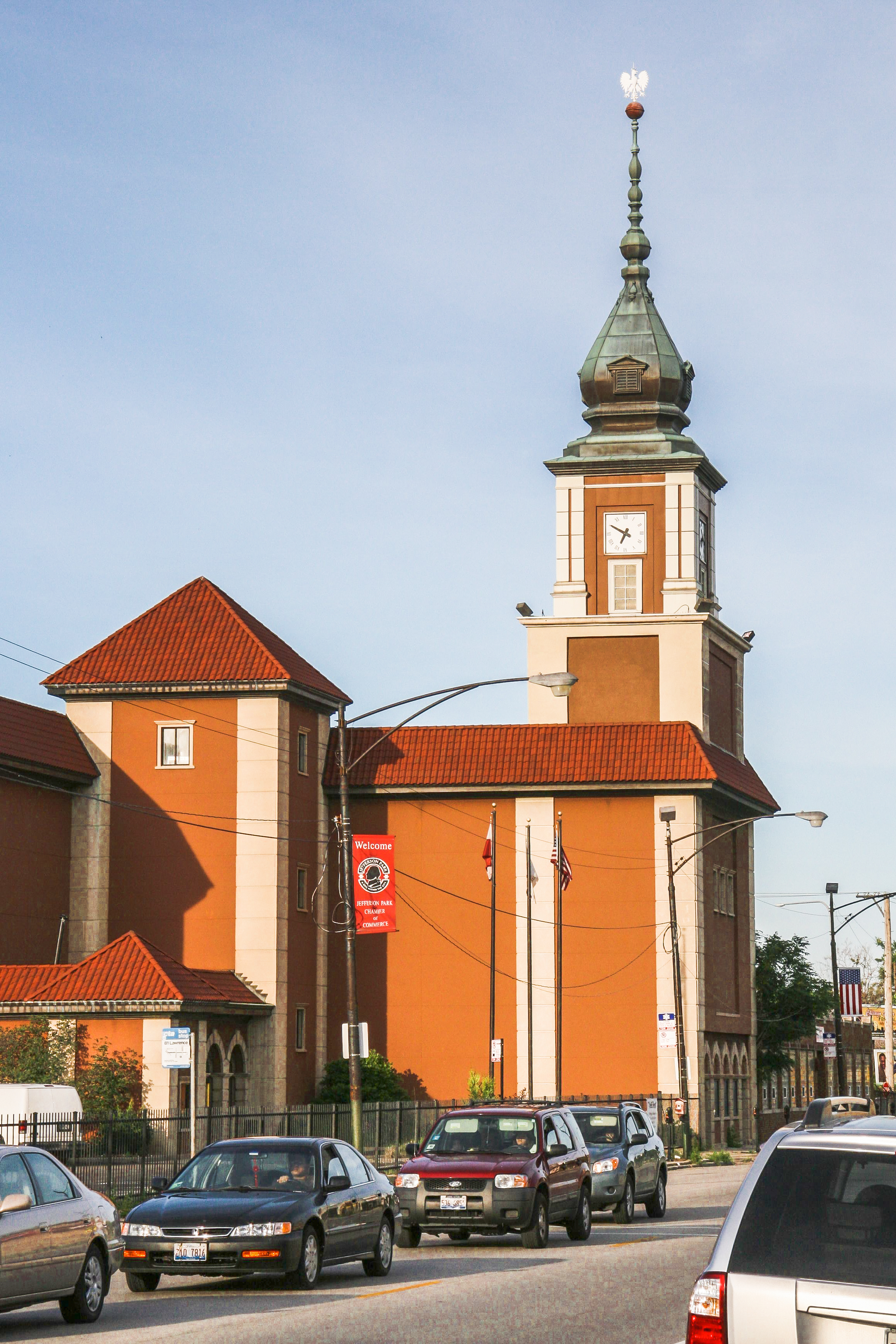
Gateway Theatre w Chicago, siedziba Fundacji Kopernikowskiej w dzielnicy Jefferson Park

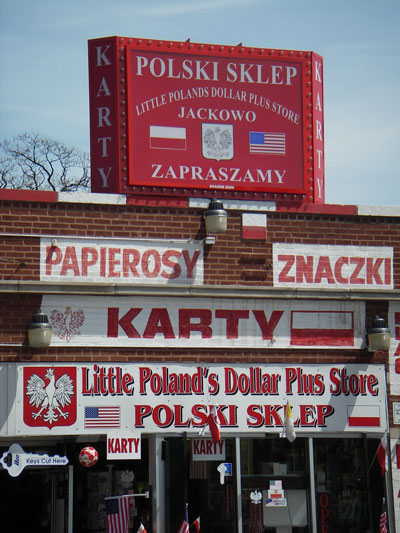
Polski sklep na Milwaukee Avenue w Chicago

Liczebność Polonii i Polaków za granicą jest różnie oceniana. Wynika to ze stosowania różnych kryteriów, takich jak urodzenie w Polsce, pochodzenie wieloetniczne, znajomość języka polskiego, czy deklarowana świadomość pochodzenia. W niektórych państwach prowadzone są spisy ludności, w innych przeprowadzane tylko ogólne szacunki, co także zmniejsza porównywalność danych. Ocenia się, że poza Polską żyje 18–20 milionów Polaków i osób polskiego pochodzenia. Jedna trzecia z tej grupy to Polacy urodzeni i ukształtowani w Polsce, reszta to osoby polskiego pochodzenia o różnym stopniu więzi z polskością. Polonia i Polacy za granicą plasują się na szóstym miejscu w świecie pod względem liczebności w stosunku do ludności kraju ojczystego.
Według danych szacunkowych Stowarzyszenia Wspólnota Polska poza terytorium Polski mieszka do 21 milionów Polaków i osób pochodzenia polskiego.
Skupiska Polaków i osób polskiego pochodzenia w świecie.
Państwo i liczebność (od 10 osobowych skupisk):
| Państwo                      | Liczebność w 2007 (dane szacunkowe) | Artykuł o Polonii w Wikipedii       | Oficjalna liczba Polaków (rok spisu) i uwagi |
| ---------------------------- | ----------------------------------- | ----------------------------------- | --- |
| Afganistan                   | 100                                 |                                     | |
| Albania                      | 50                                  | Polonia w Albanii                   | 47 (2011) |
| Algieria                     | 250                                 | Polonia w Algierii                  | |
| Andora                       | 10                                  |                                     | |
| Angola                       | 50                                  |                                     | |
| Arabia Saudyjska             | 100                                 |                                     | |
| Argentyna                    | 450 000                             | Polonia w Argentynie                | PWN: ok. 170 tys. (2001) |
| Armenia                      | 1200                                | Polacy w Armenii                    | |
| Australia                    | 200 000                             | Polonia w Australii                 | 170 354 (2011) |
| Austria                      | 55 000                              | Polonia w Austrii                   | 41 509 (2011) |
| Azerbejdżan                  | 1000                                | Polacy w Azerbejdżanie              | |
| Bahrajn                      | 130                                 |                                     | |
| Bangladesz                   | 20                                  |                                     | |
| Belgia                       | 70 000                              | Polonia w Belgii                    | 49 697 (2011) |
| Białoruś                     | 900 000                             | Polacy na Białorusi                 | 294 549 (2009) spis sowiecki: 417 720 (1989) |
| Boliwia                      | 500                                 | Polonia w Boliwii                   | |
| Bośnia i Hercegowina         | 350                                 | Polonia w Bośni i Hercegowinie      | 258 (2013) |
| Brazylia                     | 1 800 000                           | Polonia w Brazylii                  | PWN: ok. 800 tys. (2001) |
| Bułgaria                     | 2600                                | Polonia w Bułgarii                  | 819 (2011) |
| Chile                        | 10 000                              | Polonia w Chile                     | |
| Chiny                        | 300                                 | Polonia w Chinach                   | |
| Chorwacja                    | 2400                                | Polonia w Chorwacji                 | 216 (2011) |
| Cypr                         | 500                                 | Polonia na Cyprze                   | 2 859 (2011) |
| Czarnogóra                   | 200                                 | Polonia w Czarnogórze               | 57 (2003) |
| Czechy                       | 100 000                             | Polacy w Czechach                   | 39 269 (2011) |
| Dania                        | 20 000                              | Polonia w Danii                     | 29 864 (2011) |
| Dominikana                   | 100                                 |                                     | |
| Egipt                        | 600                                 | Polonia w Egipcie                   | |
| Ekwador                      | 100                                 |                                     | |
| Estonia                      | 5000                                | Polacy w Estonii                    | 1 664 (2011) |
| Etiopia                      | 100                                 |                                     | |
| Filipiny                     | 100                                 |                                     | |
| Finlandia                    | 5000                                | Polonia w Finlandii                 | 2 241 (2010) |
| Francja                      | 1 050 000                           | Polonia we Francji                  | oficjalnie: 33 836 (1999) PWN: ok. 900 tys. (2001) |
| Ghana                        | 100                                 |                                     | |
| Grecja                       | 50 000                              | Polonia w Grecji                    | 14 145 (2011) |
| Gruzja                       | 6000                                | Polacy w Gruzji                     | ok. 1 tys. (2014) |
| Gujana                       | 100                                 |                                     | |
| Gwatemala                    | 100                                 |                                     | |
| Hiszpania                    | 45 000                              | Polonia w Hiszpanii                 | 57 250 (2011) |
| Holandia                     | 60 000                              | Polonia w Holandii                  | 52 473 (2011) |
| Honduras                     | 100                                 |                                     | |
| Indie                        | 100                                 |                                     | |
| Indonezja                    | 100                                 |                                     | |
| Irak                         | 100                                 |                                     | |
| Iran                         | 100                                 |                                     | |
| Irlandia                     | 80 000                              | Polonia w Irlandii                  | 93 680 osób z wyłącznie polskim obywatelstwem i 17 152 osoby z podwójnym obywatelstwem - polskim i irlandzkim (2022) |
| Islandia                     | 7000                                | Polonia na Islandii                 | 8 627 (2011) |
| Izrael                       | 4000                                | Polonia w Izraelu                   | |
| Japonia                      | 1307                                | Polonia w Japonii                   | |
| Jemen                        | 50                                  |                                     | |
| Jordania                     | 250                                 |                                     | |
| Kamerun                      | 100                                 |                                     | |
| Kanada                       | 900 000                             | Polonia w Kanadzie                  | 1 010 705 (2011) |
| Kazachstan                   | 100 000                             | Polacy w Kazachstanie               | 34 057 (2009) |
| Kenia                        | 100                                 |                                     | |
| Kirgistan                    | 1400                                | Polacy w Kirgistanie                | |
| Kolumbia                     | 3000                                | Polonia w Kolumbii                  | |
| Kongo                        | 100                                 |                                     | |
| Korea Południowa             | 100                                 |                                     | |
| Korea Północna               | 11                                  |                                     | |
| Kostaryka                    | 200                                 |                                     | |
| Kuba                         | 150                                 |                                     | |
| Kuwejt                       | 250                                 |                                     | |
| Liban                        | 700                                 | Polonia w Libanie                   | |
| Libia                        | 350                                 | Polonia w Libii                     | |
| Liechtenstein                | 10                                  |                                     | |
| Litwa                        | 300 000                             | Polacy na Litwie                    | 200 317 (2011) |
| Luksemburg                   | 3000                                | Polonia w Luksemburgu               | 2 709 (2011) |
| Łotwa                        | 75 000                              | Polacy na Łotwie                    | 44 772 (2011) |
| Macedonia Północna           | 600                                 | Polonia w Macedonii Północnej       | 162 (2002) |
| Madagaskar                   | 80                                  |                                     | |
| Malezja                      | 100                                 |                                     | |
| Malta                        | 30                                  | Polonia na Malcie                   | 201 (2011) · 779 (2016) |
| Maroko                       | 500                                 | Polonia w Maroku                    | |
| Mauretania                   | 100                                 |                                     | |
| Meksyk                       | 10 000                              | Polonia w Meksyku                   | ok. 10 tys. (2015) |
| Mołdawia                     | 10 000                              | Polacy w Mołdawii                   | 4 174 (2004) spis sowiecki: 4 739 (1989) |
| Monako                       | 100                                 |                                     | |
| Mozambik                     | 10                                  |                                     | |
| Niemcy                       | 2 000 000                           | Polacy w Niemczech                  | oficjalnie: 382 391 (2011) PWN: ok. 1,5 mln (2001) |
| Nigeria                      | 100                                 |                                     | |
| Nikaragua                    | 100                                 |                                     | |
| Norwegia                     | 18 000                              | Polonia w Norwegii                  | 65 748 (2011) |
| Nowa Zelandia                | 6000                                | Polonia w Nowej Zelandii            | 2 166 (2013) |
| Pakistan                     | 50                                  |                                     | |
| Panama                       | 200                                 |                                     | |
| Papua-Nowa Gwinea            | 20                                  |                                     | |
| Paragwaj                     | 10 000                              | Polonia w Paragwaju                 | |
| Peru                         | 5000                                | Polonia w Peru                      | |
| Południowa Afryka            | 35 000                              | Polonia w Południowej Afryce        | ok. 30 tys. (2011) |
| Portugalia                   | 3000                                | Polonia w Portugalii                | 803 (2011) |
| Rosja                        | 300 000                             | Polacy w Rosji                      | 47 125 (2010) spis sowiecki: 94 594 (1989) |
| Rumunia                      | 10 000                              | Polonia w Rumunii                   | 2 543 (2011) |
| Rwanda                       | 100                                 |                                     | |
| Senegal                      | 100                                 |                                     | |
| Serbia                       | 1000                                | Polonia w Serbii                    | 249 (2011) |
| Singapur                     | 200                                 |                                     | |
| Słowacja                     | 10 000                              | Polacy na Słowacji                  | 3 084 (2011) |
| Słowenia                     | 200                                 | Polonia w Słowenii                  | 261 (2015) |
| Stany Zjednoczone            | 10 600 000                          | Polonia w Stanach Zjednoczonych     | 8,6 mln (2020) |
| Sudan                        | 100                                 |                                     | |
| Syria                        | 600                                 | Polonia w Syrii                     | |
| Szwajcaria                   | 20 000                              | Polonia w Szwajcarii                | 14 126 (2011) |
| Szwecja                      | 100 000                             | Polonia w Szwecji                   | 42 766 (2011) |
| Tadżykistan                  | 2000                                | Polacy w Tadżykistanie              | |
| Tajlandia                    | 100                                 |                                     | |
| Tajwan                       | 100                                 |                                     | |
| Tanzania                     | 100                                 |                                     | |
| Tunezja                      | 500                                 | Polonia w Tunezji                   | |
| Turcja                       | 1000                                | Polonia w Turcji                    | PWN: ok. 500 (2001) |
| Turkmenistan                 | 5000                                | Polacy w Turkmenistanie             | |
| Uganda                       | 100                                 |                                     | |
| Ukraina                      | 900 000                             | Polacy na Ukrainie                  | 144 130 (2001) spis sowiecki: 219 179 (1989) |
| Urugwaj                      | 10 000                              | Polonia w Urugwaju                  | |
| Uzbekistan                   | 5000                                | Polacy w Uzbekistanie               | |
| Watykan                      | 50                                  |                                     | |
| Wenezuela                    | 4000                                | Polonia w Wenezueli                 | |
| Węgry                        | 20 000                              | Polonia na Węgrzech                 | 7 001 (2011) |
| Wielka Brytania              | 500 000                             | Polonia w Wielkiej Brytanii         | 654 010 (2011) |
| Wietnam                      | 100                                 |                                     | |
| Włochy                       | 100 000                             | Polonia we Włoszech                 | Około 100 tys. osób: 105 608 w 2009 roku według Istituto Nazionale di Statistica; 112 000 w 2012 według Caritas; 97 986 w 2015 roku według serwisu comuni-italiani.it; 84 619 w 2011 roku według Spisu Powszechnego (2011) |
| Wybrzeże Kości Słoniowej     | 100                                 |                                     | |
| Zambia                       | 100                                 |                                     | |
| Zimbabwe                     | 800                                 | Polonia w Zimbabwe                  | |
| Zjednoczone Emiraty Arabskie | 3000                                | Polonia w Zjed. Emiratach Arabskich | |

Powyższe dane podają czasami znacznie większą liczebność Polaków niż inne statystyki, np. spisy powszechne, i nie muszą oznaczać rzeczywistej populacji, a jedynie zbliżoną (szacunkową). W niektórych państwach podczas spisów nie zbiera się danych dotyczących narodowości, w takich przypadkach jedynym źródłem informacji są dane szacunkowe.

## Główne ośrodki polonijne

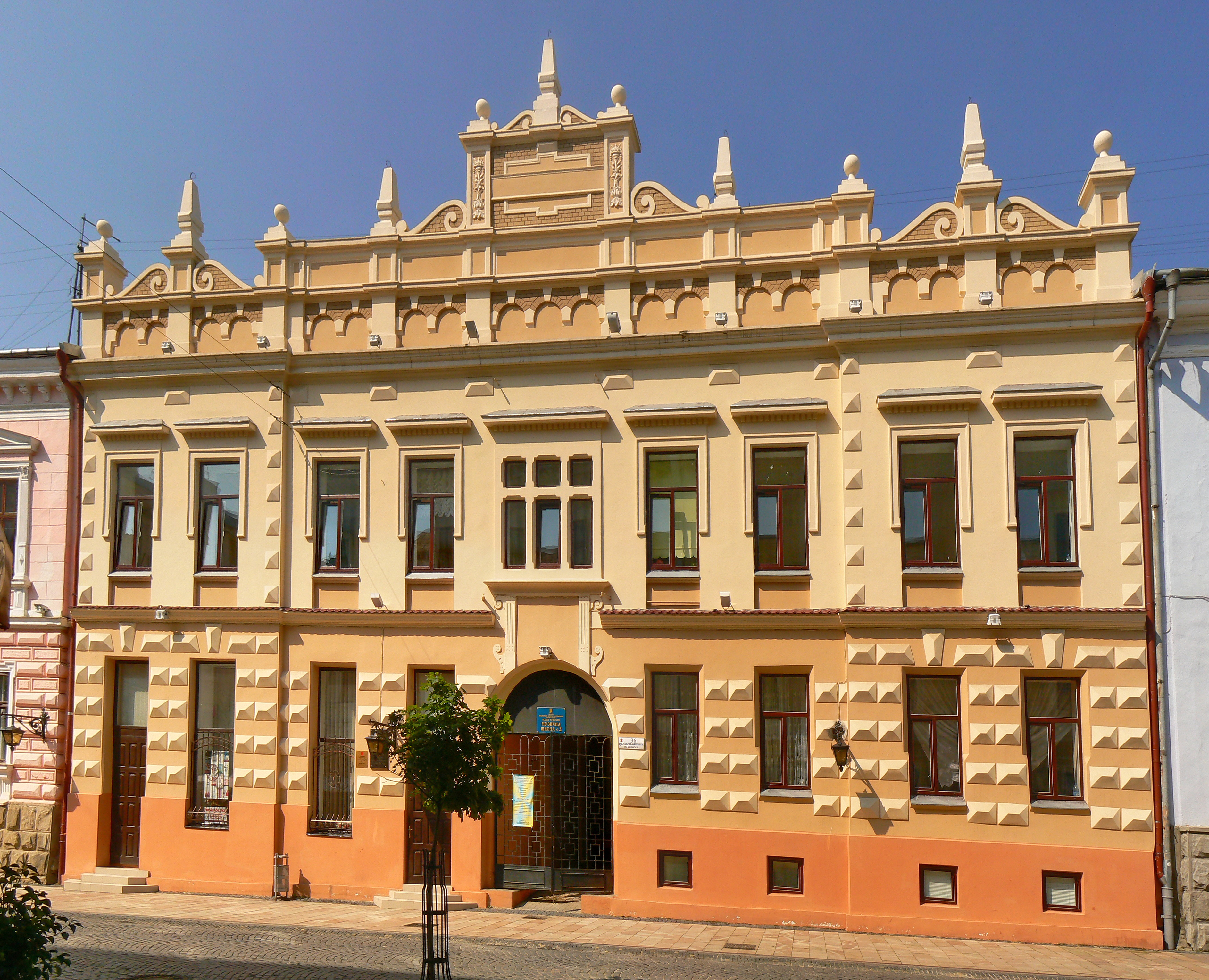
Dom Polski w Czerniowcach na Ukrainie

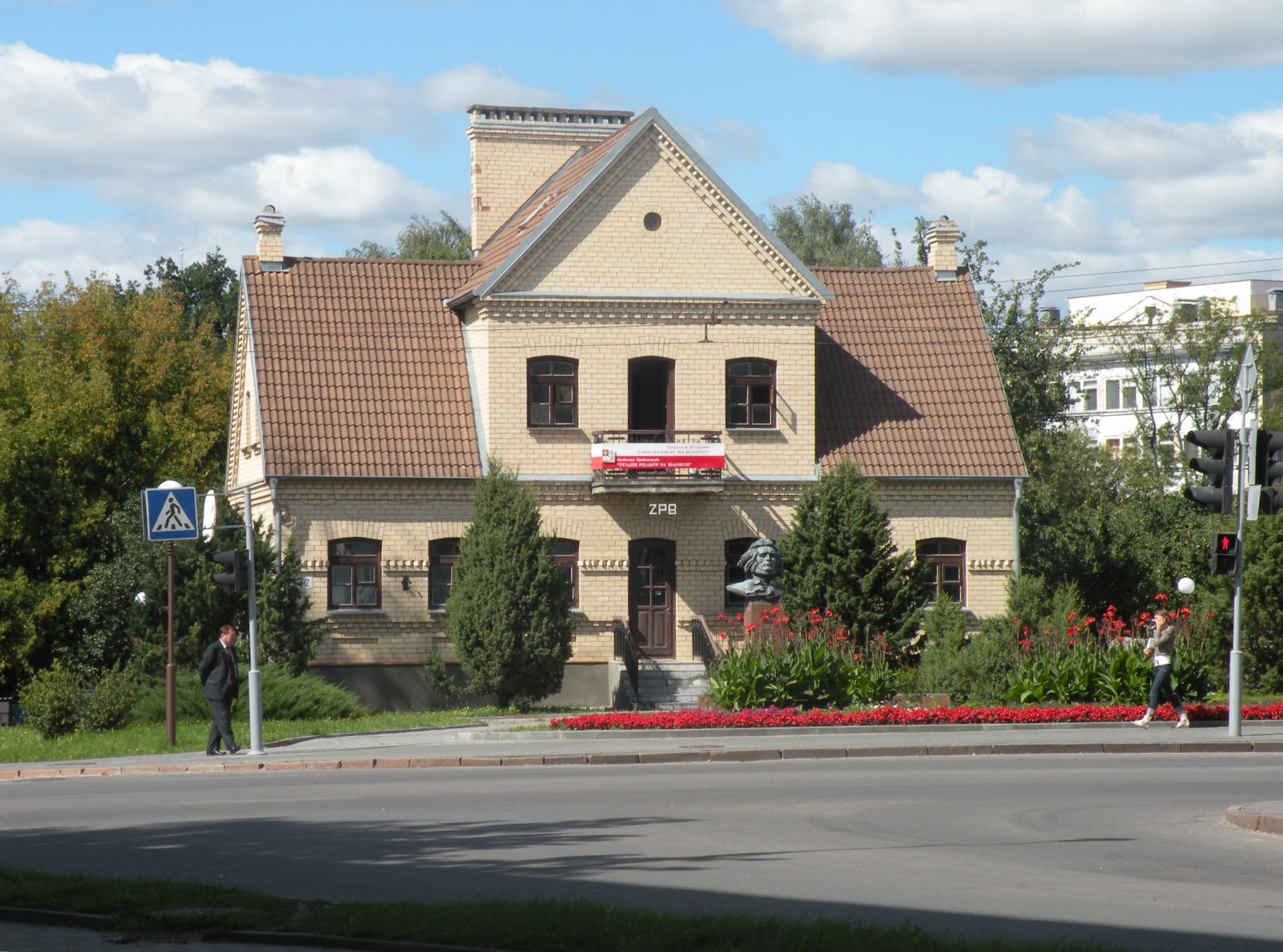
Siedziba Związku Polaków na Białorusi w Grodnie

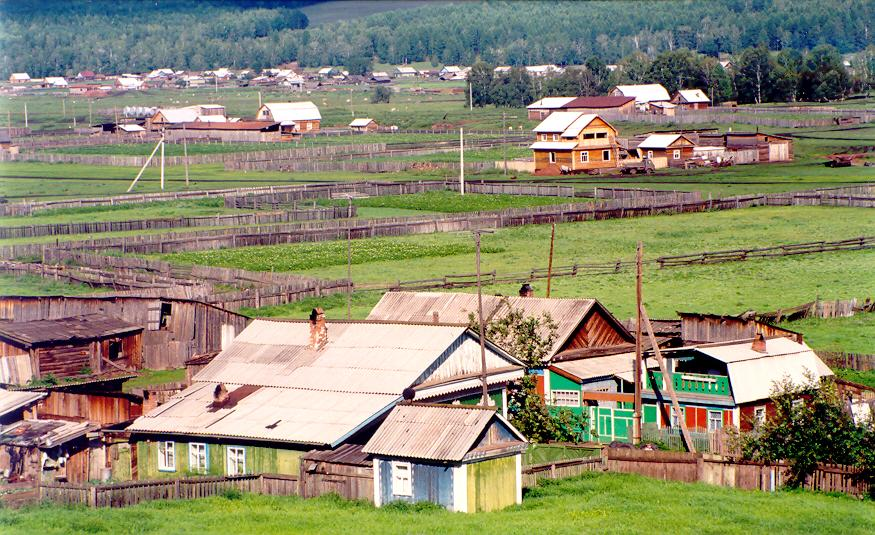
Polska wieś Wierszyna na Syberii

- Stany Zjednoczone: stany Illinois, Michigan, Wisconsin, Nowy Jork, New Jersey;
  - Chicago – 1,5–1,8 mln[14] (największe skupisko Polaków poza Polską);
  - Detroit – 500 tys., w stanie Michigan mieszka w sumie prawie 1 mln Polaków[14];
  - New York City Metropolitan Area – 700 tys., w stanie Nowy Jork jest w sumie ponad 1,1 mln[14];
  - polskie dzielnice w kilku miastach USA: Chicago – Jackowo (Milwaukee Av), Chicago – Trojcowo, Detroit – Hamtramck, Nowy Jork (Brooklyn – Greenpoint), Filadelfia – Richmond;
  - ponadto: Cleveland, Buffalo, Milwaukee, Minneapolis, Columbus, Boston, Baltimore, Filadelfia, Portland, Denver, Los Angeles, San Francisco, Miami, Waszyngton, Seattle, Sandusky, Pulaski i miejscowości o polskich nazwach jak Warsaw (skupiska powstały po latach 1850–1990).
- Niemcy: dawne Niemcy Zachodnie (zwłaszcza stara emigracja i emigracja lat 80.).
  - Zagłębie Ruhry – 700 tys. (Dortmund, Krefeld, Recklinghausen, Düsseldorf)[14];
  - Berlin – 180 tys.[14] (51 tys. osób posiadających wyłącznie obywatelstwo polskie)[74];
  - Hamburg i okolice – 110 tys.[14] (29 tys. osób posiadających wyłącznie obywatelstwo polskie)[75];
  - Brema – 30 tys.[14];
  - Frankfurt – 13 931[76];
  - Hanower, Monachium (18 639);
  - polskie skupiska w niemieckich miastach: Berlin – Tempelhof, Hamburg – Billstedt/Mümmelmannsberg oraz Neu-Allermöhe (Bergedorf-Lohbrügge).
- Brazylia: stany Parana, Rio Grande do Sul, Santa Catarina, São Paulo, Rio de Janeiro;
  - Kurytyba w Stanie Parana uchodzi za wielką kolebkę emigracji chłopskiej;
  - Parana – według danych polonijnych 700 tys.;
  - Santa Catarina – około 280 tys.[14];
  - Rio Grande do Sul – 300 tys.[14].
- Ukraina: 
  - Kijów – ponad 900 tys.;
  - Lwów, obwody żytomierski i chmielnicki (mniejszość polska).

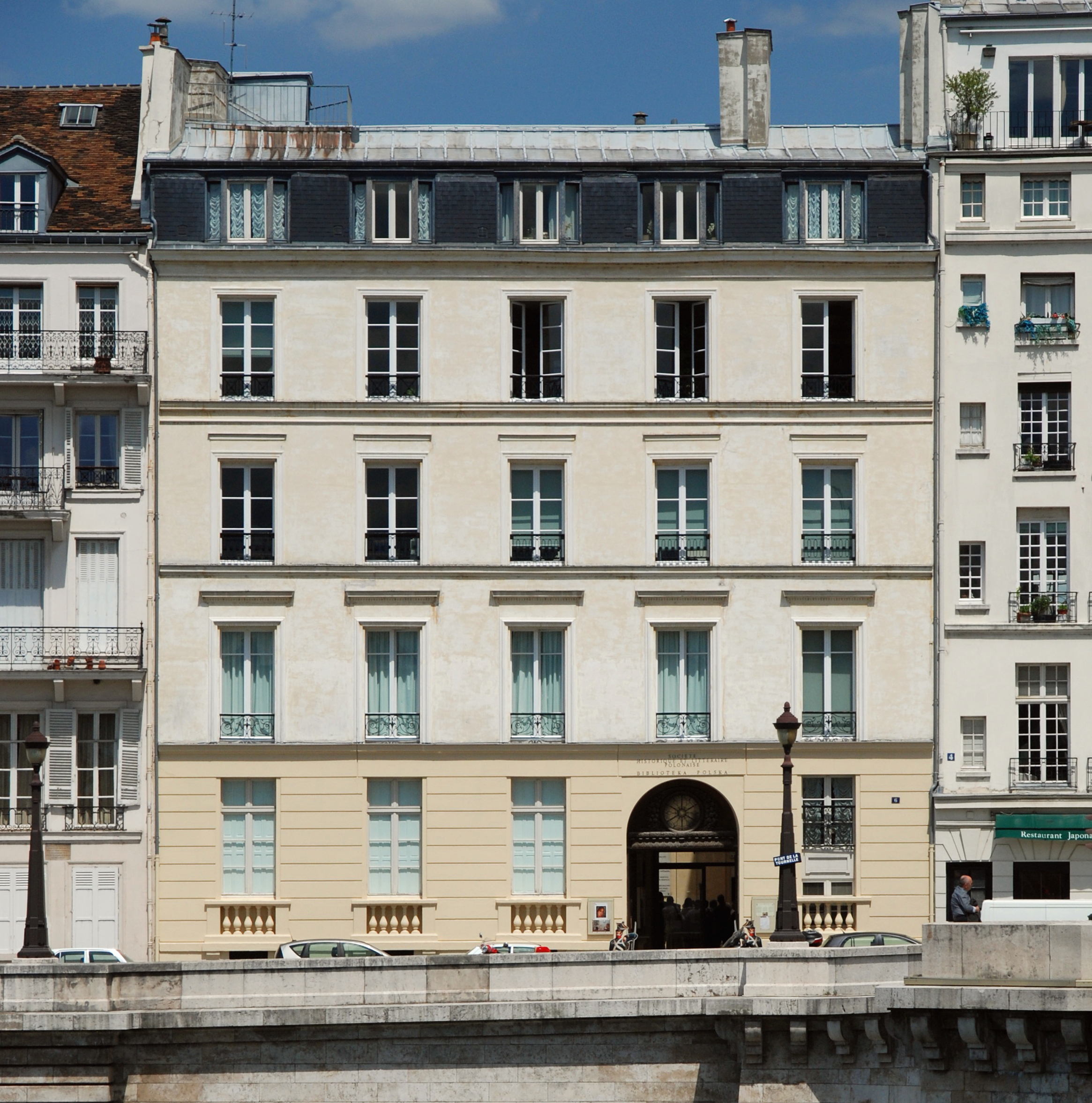
Biblioteka Polska w Paryżu we Francji

- Francja: 
  - Paryż – ponad 300 tys. (Wielka Emigracja i emigracja solidarnościowa);
  - regiony północno-zachodnie (emigracja robotnicza)[14] – 39 307[77] (wg spisu powszechnego 2011);
  - Marsylia – 6 900[78].
- Białoruś:
  - obwód grodzieński – 294 tys. (24,8% mieszkańców);
  - obwody brzeski, miński i witebski (społeczność polska na Kresach Wschodnich).
- Kanada: 
  - Toronto – 220 tys. (szczególnie Roncesvalles Avenue i okolice oraz Brampton i Mississauga);
  - Winnipeg (55 tys.);
  - Montreal (40 tys.);
  - Vancouver (60 tys.);
  - Edmonton (55 tys.);
  - Calgary (40 tys.)[14].

- Rosja: 
  - Moskwa (7 200 osób według spisu powszechnego);
  - Petersburg (dawna diaspora – 6 100 osób);
  - Syberia (Polacy wywiezieni przymusowo);
  - obwód omski (ok. 2 800 osób);
  - Kraj Krasnojarski (ok. 2 500);
  - obwód irkucki (ok. 2 300);
  - obwód kemerowski (ok. 1 400);
  - obwód tomski, obwód nowosybirski (po ok. 1300).
  - Skupiska ludności polskiej występują także w:
    - Południowym Okręgu Federalnym – Kraj Krasnodarski (ok. 3 000);
    - obwodzie rostowskim (ok. 1800), Kraju Stawropolskim oraz obwodzie wołgogradzkim (po ok. 1 300 osób),
    - a także w Okręgach Federalnych Nadwołżańskim i Uralskim (np. w samym obwodzie tiumeńskim – 3 400 osób).

  - Jednak okręgiem federalnym, w którym narodowość polską deklaruje największą liczba ludności zarówno w liczbach bezwzględnych, jak i względnych (0,13% ogółu ludności) jest Północno-Zachodni Okręg Federalny (18 000 Polaków według danych spisu powszechnego). Znajdują się w nim także jedyne dwa podmioty federalne Rosji, w których Polacy stanowią ponad 0,4% ludności (Republika Karelii oraz obwód królewiecki).
  - W Bijsku (Ałtajski kraj) mieszka 150 rodzin polskiego pochodzenia, do miejscowego Centrum Polskiego przynależy 70 osób. W Barnaule odpowiednio 2 razy więcej. Wierszyna, 500-osobowa wieś istniejąca od 1911 roku na Syberii zamieszkana przez potomków Polaków agitowanych przez urzędników carskich.
- Litwa: 
  - Wilno – 104 tys.[14];
  - rejony Sołeczniki, wileński, świeciański, trocki, janowski, koszedarski, kiejdański oraz kowieński (Polacy na Kresach Wschodnich).
- Argentyna: 
  - Buenos Aires – 140 tys.;
  - Cordoba, Rosario i Santa Fe[14].
- Australia:
  - Sydney – 50 tys.;
  - Melbourne – 50 tys.;
  - Adelaide[14].
- Wielka Brytania: 
  - Anglia:
    - Londyn – 158 300[79];
    - Southampton – 20 000[80];
    - Ealing, Manchester, Crewe, Birmingham;

  - Szkocja i Irlandia Płn. – do 30 tys. (polscy wojskowi z II wojny światowej, dawni azylanci polityczni i emigracja zarobkowa);
  - Według oficjalnych statystyk, obywatele Polski stanowią najliczniejszą grupę narodową w Wielkiej Brytanii[81].
  - Sezonowo pracuje do 1 mln Polaków w całym państwie.
- Kazachstan: okolice miast Kokczetaw, Astana, Ałmaty, Karaganda (etniczna ludność polska wywieziona przed i w czasie wojny).
- Szwecja: 
  - Sztokholm – 30 tys.;
  - Malmö i Göteborg[14].

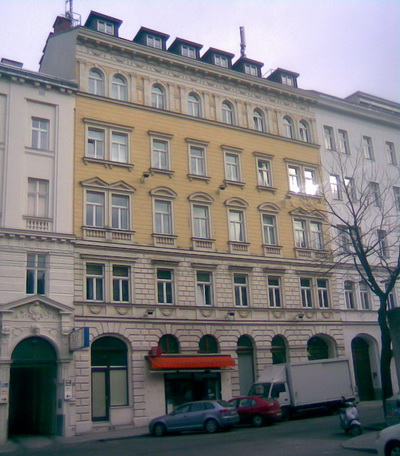
Dom Polski w Wiedniu w Austrii

- Czechy: Kraj morawsko-śląski – 70 tys.[14].
- Łotwa: Dyneburg, Lipawa, Ryga, Krasław, Rzeżyca, Jełgawa (etniczni Polacy).
- Belgia: 
  - Region Stołeczny Brukseli – 26 399[82];
  - Antwerpia – 8 387[83];
  - okręgi Liège i Limburgia.
- Austria: 
  - Wiedeń – 30 tys.;
  - Graz, Linz – 968 osób[84];
  - Leoben[14].
- Grecja: Ateny – 30 tys.[14]
- Włochy:
  - miasta (dane z lat 2013-2015):
    - Rzym – 13 tys.[85] (17,5 tys. w prowincji Rzym[86]);
    - Neapol – 1 327 osób;
    - Bolonia – 1 131 osób;
    - Mediolan – 1 053 osób[72];

  - regiony (dane z 2015): 
    - Lacjum – 21 834;
    - Emilia-Romania – 11 542;
    - Kampania – 9 706;
    - Toskania – 8 883;
    - Lombardia – 8 193;
    - Sycylia – 5 390;
    - Wenecja Euganejska – 4 839;
    - Marche – 4 389;
    - Apulia – 3 696;
    - Kalabria – 3 502;
    - Piemont – 3 068;
    - Abruzja – 2 765;
    - Trydent-Górna Adyga – 2 345;
    - Umbria – 2 316;
    - Liguria – 1 721;
    - Friuli-Wenecja Julijska – 1 558;
    - Sardynia – 1 116;
    - Molise – 538;
    - Basilicata – 421;
    - Dolina Aosty – 164[72].

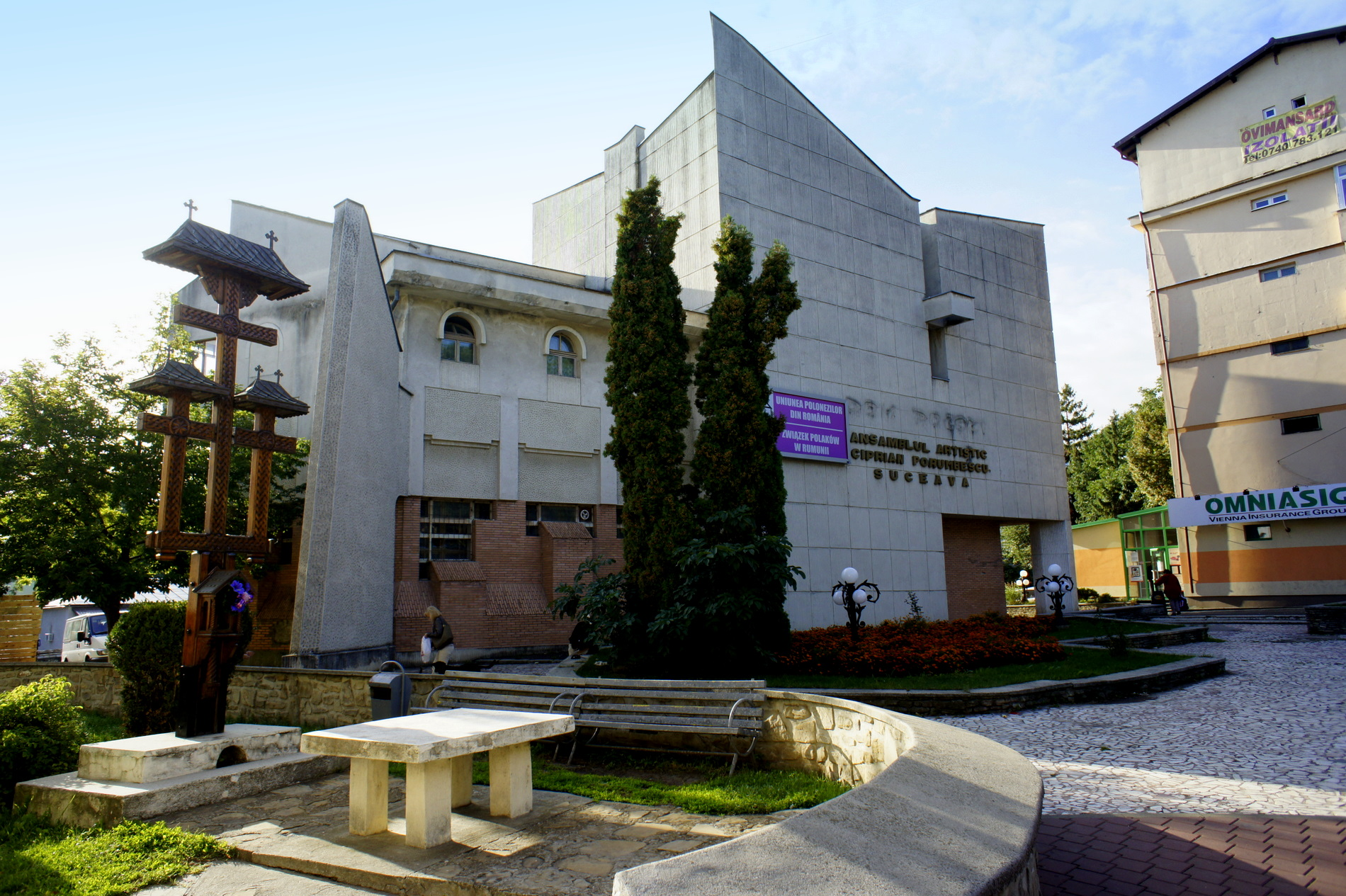
Siedziba Związku Polaków w Rumunii w Suczawie

- RPA: Kapsztad i Johannesburg (emigracja o wyższym wykształceniu)
- Holandia: Rotterdam, Amsterdam, Haga, Utrecht oraz regiony Limburgia i Brabancja
- Dania: Kopenhaga i Nykøbing
- Węgry: Budapeszt, Tatabánya, Komárom, Derenk
- Szwajcaria: Zurych, Winterthur, Sankt Gallen, Genewa, Lozanna

- Rumunia: Bukowina i Bukareszt

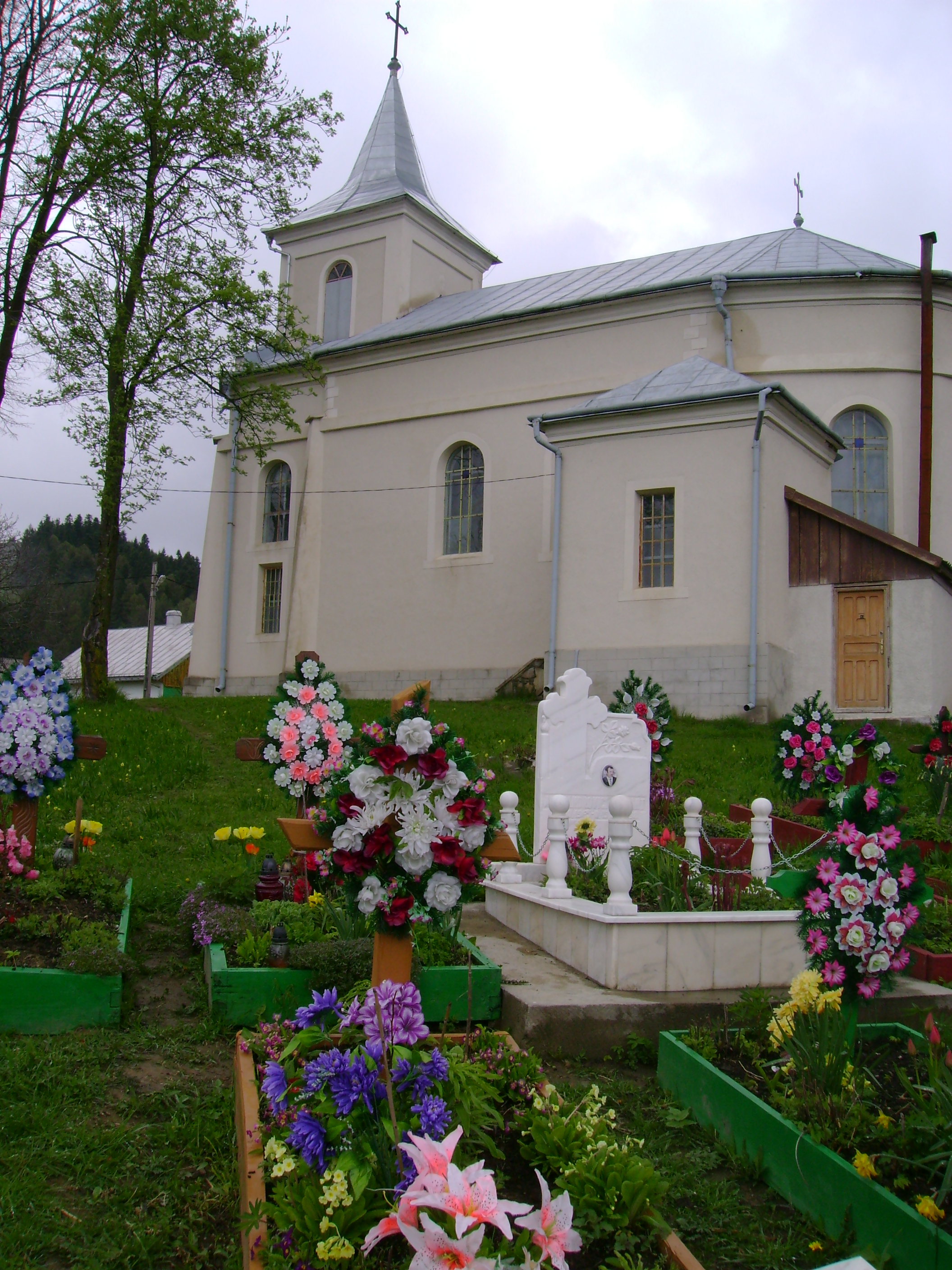
Polski kościół i cmentarz w Pleszy w Rumunii

- Urugwaj: Montevideo, Punta del Este
- Nowa Zelandia: 
  - Wellington – 1200 osób;
  - Auckland[14].
- Norwegia: Oslo, Moss, Halden, Spitsbergen
- Finlandia: Helsinki, Tampere, Turku
- Turcja: Adampol – Polonezköy pod Stambułem (ludzie o rodowodzie polskim)
- Mołdawia: Bielce, Styrcza (Stîrcea)
- Irlandia: Dublin, Cork, Limerick, Galway
- Chiny: Hongkong, Pekin, Szanghaj, Makau, Mandżuria (w sąsiedniej Mongolii mieszka według niepotwierdzonych informacji 500 osób polskiego pochodzenia)
- Japonia: Tokio
- Hiszpania: 
  - Madryt – 5 558 osób[87],
  - Barcelona – 3 088 osób[88]
- Islandia: Reykjavík, zakłady celulozy (zwłaszcza po 2004 r.)
- Słowacja: Bratysława
- Paragwaj: Asunción, regiony przy granicy z Argentyną
- Peru: Lima
- Chile: Santiago
- Ekwador: Quito
- Tajwan: Tajpej, Kaohsiung
- w Izraelu i w Autonomii Palestyńskiej 300 tys. osób rozmawia w języku polskim.

Statystyka (2006) przedstawia największe skupiska polonijne na świecie. Warto jednak zwrócić uwagę, że Polonia istnieje również w takich miejscach jak Oceania, Katar, Mjanma, Nepal, Salwador, Trynidad, Surinam, Antyle Holenderskie, Barbados, Mali oraz Antarktyda (polska stacja badawcza).

## Przyczyny emigracji
Polscy emigranci pochodzą z kilku fal migracji:
- uchodźcy po powstaniach narodowych w XIX wieku (głównie do Francji, Wielkiej Brytanii, Szwajcarii, Niemiec i Ameryki Północnej),
- emigracja zarobkowa w II połowie XIX wieku aż do 1939 r. (robotnicy głównie do Francji, Belgii i Niemiec; chłopi do Stanów Zjednoczonych, Kanady, Brazylii i Argentyny),
- emigracja na skutek II wojny światowej oraz z przyczyn politycznych po wojnie,
- emigracja polskich Żydów na skutek napięć narodowościowych i prześladowań antysemickich (w różnych falach i okresach, przed wojną i po wojnie, m.in. tzw. emigracja pomarcowa lat 1968–1971)
- emigracja z przyczyn ekonomicznych i politycznych w latach 80. XX wieku,
- emigracja zarobkowa po 1989 r. (głównie do Wielkiej Brytanii, Irlandii, Niemiec, Austrii, Włoch, Belgii, Kanady i Stanów Zjednoczonych).
- emigracja zarobkowa po 2004 r. (wstąpienie do UE).

## Media polonijne
Obecnie emitowane są 4 telewizje nadające z terytorium Polski dla rodaków za granicą należące do trzech największych nadawców telewizyjnych w Polsce – TVP Polonia, iTVN, iTVN Extra i Polsat 1. Kanały te emitują przede wszystkim powtórki z kanałów dla widzów w Polsce.
W Chicago działa największa polskojęzyczna telewizja poza terytorium RP – Polvision Waltera Kotaby.